# Kolonie U Bulovky

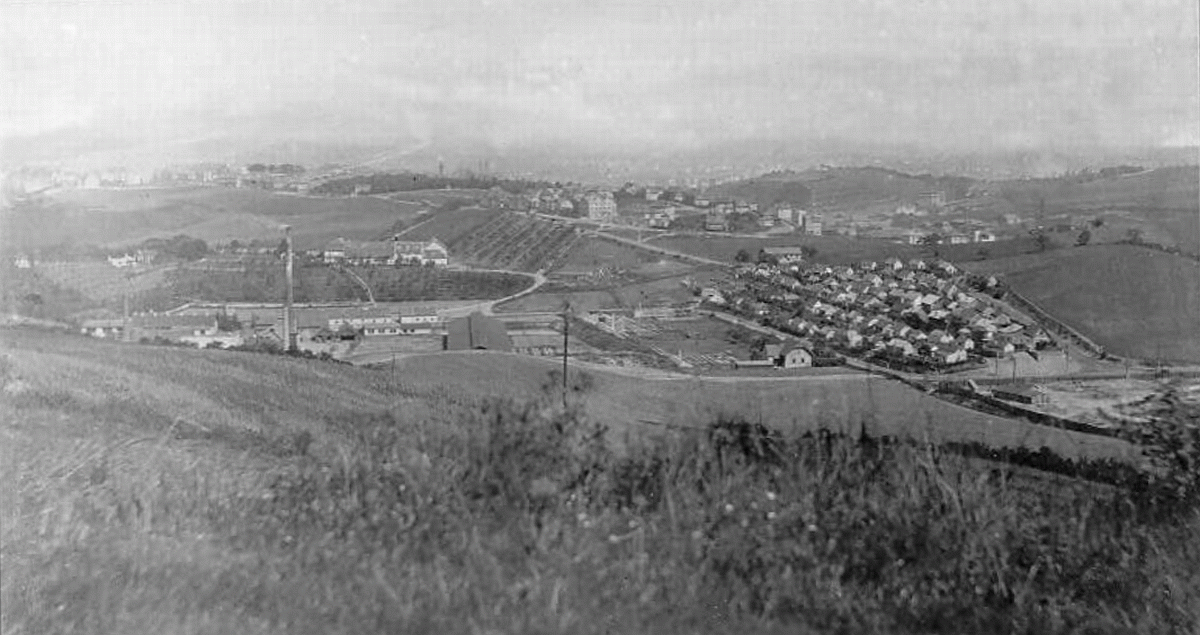
Vzdálený pohled na kolonii, cihelnu a usedlost Bulovku (30. léta 20. století)

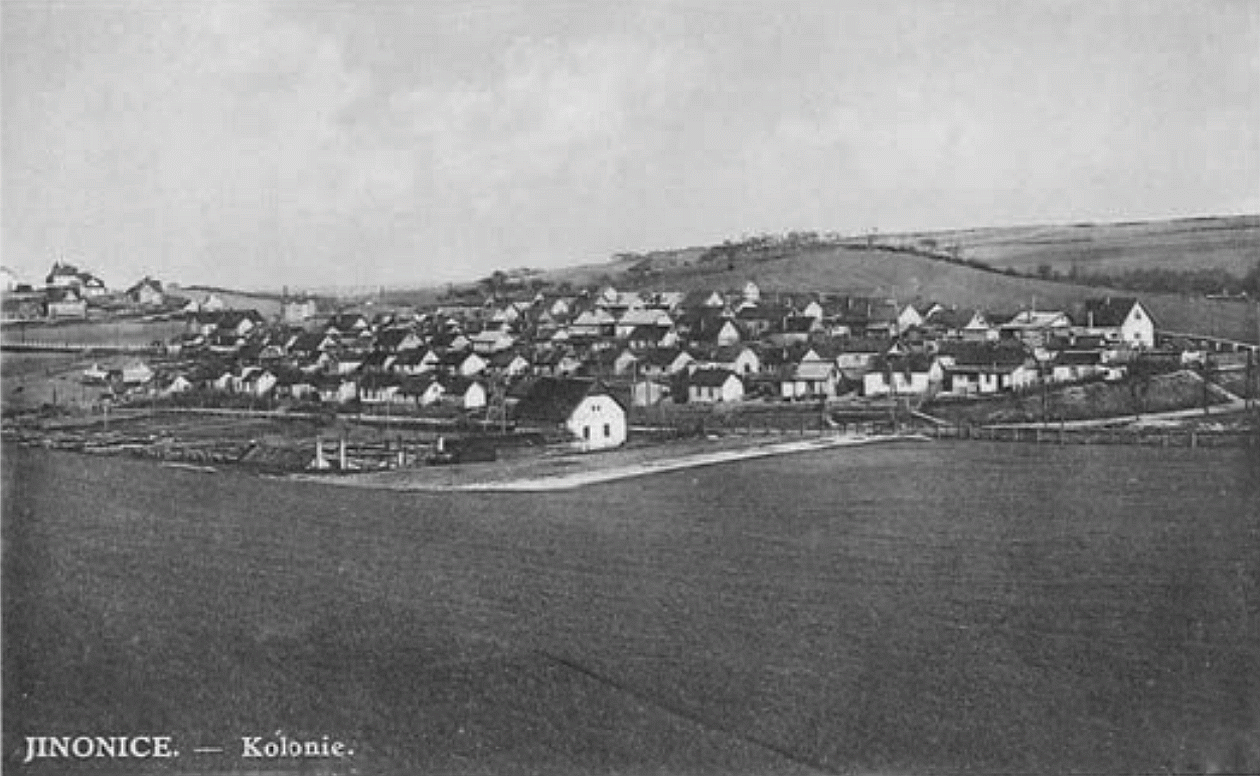
Kolonie zachycená z dálky na pohlednici ze 30. let 20. století

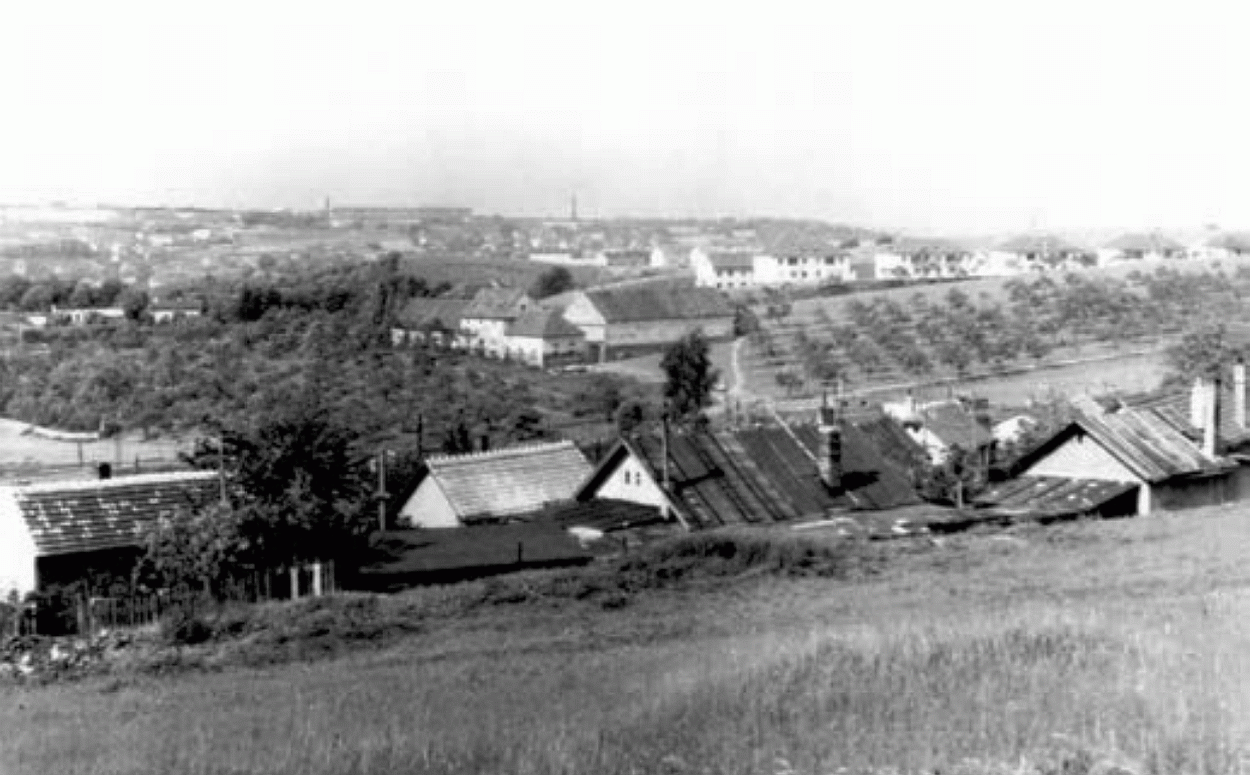
Část kolonie, v pozadí usedlost Bulovka (30. léta 20. století)

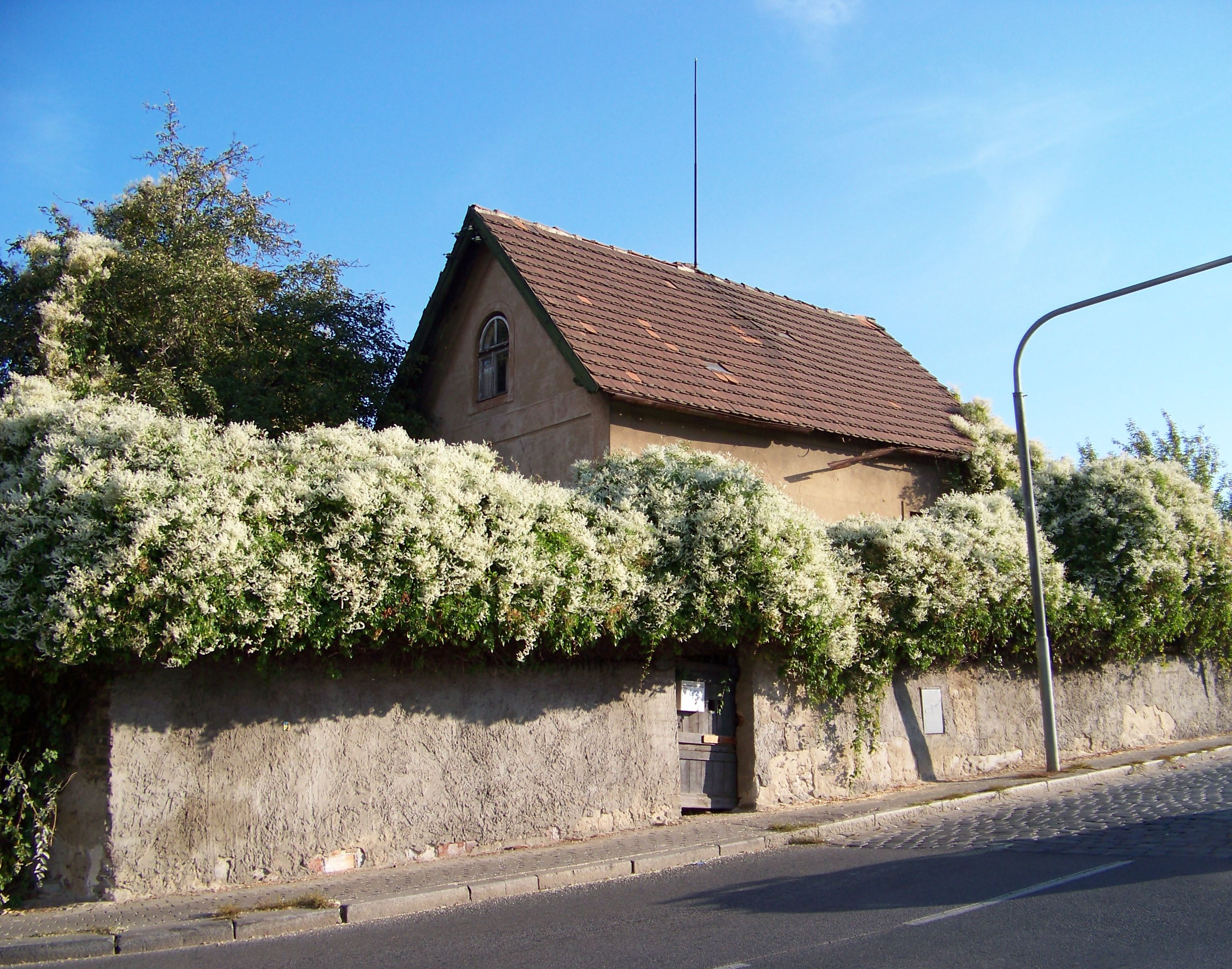
Poslední zbylý domek z jihozápadního okraje kolonie; v mapách neměl číslo popisné, evidenční ani orientační. Zanikl v roce 2017

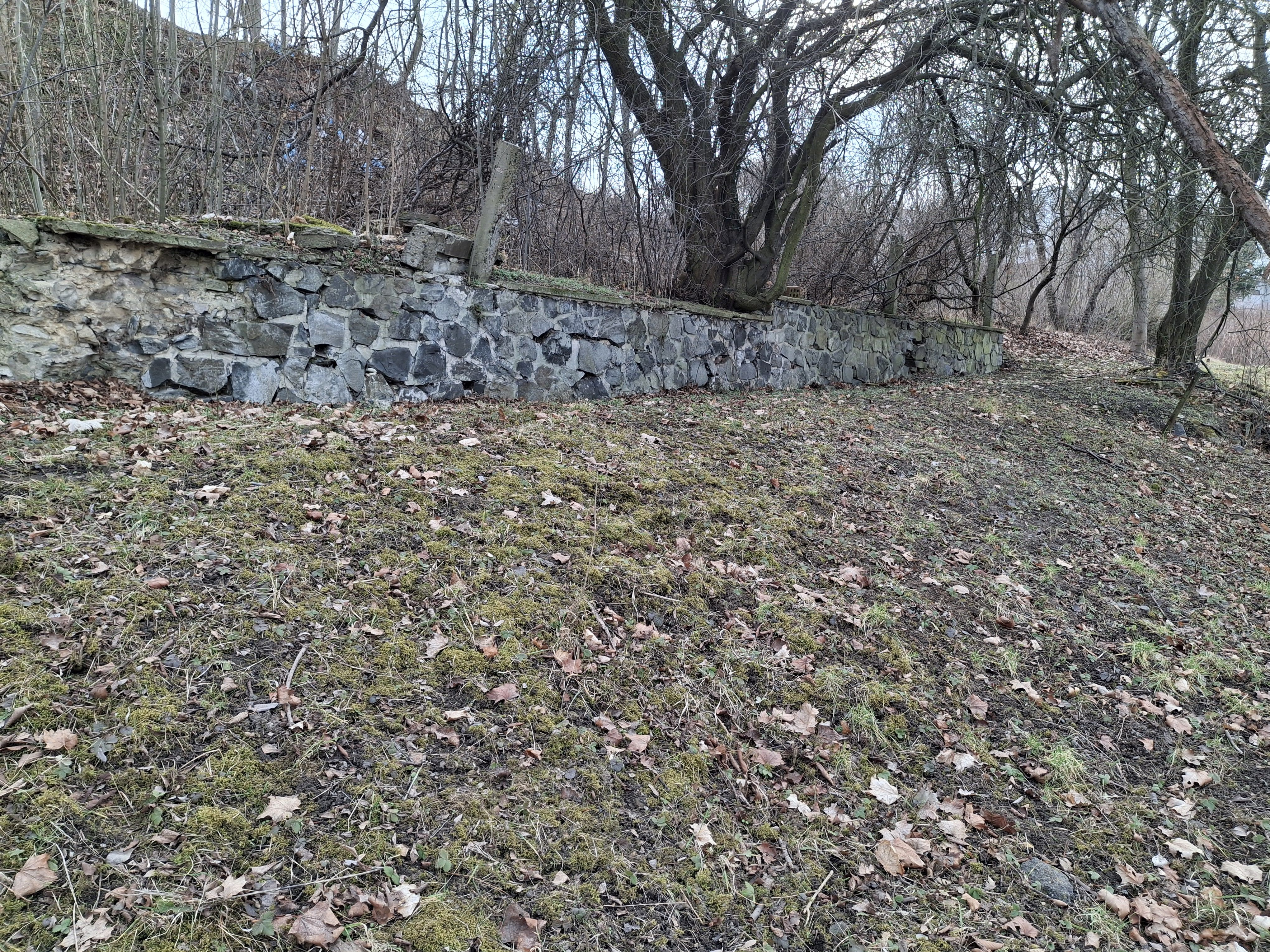
Kolonie U Bulovky, základy domu od Jinonické ulice (2025)

Nouzová kolonie U Bulovky přezdívaná často U Waltrovky a někdy též lidově V Číně se nacházela v pražských Jinonicích na mírném, severně orientovaném svahu tvořeném nevýrazným protáhlým hřbetem mezi dnešními (rok 2022) ulicemi Jinonická a Peroutkova. Zaniklá kolonie samostatných dělnických domků se nacházela jihozápadně (asi 300 metrů vzdušnou čarou) od košířské usedlosti Bulovka (odtud její oficiální název) a současně se kolonie rozkládala severně od bývalé továrny Walter (odtud její druhé označení).

## Podrobněji
Kolonie patřila do hypotetické množiny nouzových kolonií (U Tresorie, Arizona, Hliník) nacházejících se v blízkém okolí továrny Walter v oblasti Jinonic, Košíř a Motola. Kolonie U Bulovky vznikla kolem roku 1924. a sloužila jako levné ubytování pro lokální pracovníky většinou dělnických profesí, kteří odtud docházeli nebo dojížděli do zaměstnání. Část z kolonistů byla zaměstnána přímo v továrně Walter, kde měli relativně dobře placenou práci. Jiní pracovali v cihelně, keramičce, vápence, lomech, v zahradnictví, na přilehlých statcích, vinicích či na rozlehlé chmelnici, nacházející se na stráních kolem Malvazinek. 
Na leteckých snímcích lokality z období od 30. let 20. století až do 1. poloviny 60. let 20. století je kolonie zřetelně viditelná. V době svého největšího „rozmachu“ se „kolonka“ rozprostírala na ploše asi 1,92 ha a čítala cca 60 domků vystavených bez solidních základů, vlhkých a vesměs špatně udržovaných. V těsné blízkosti kolonie se nacházela smyčka trolejbusu s linkou spojující továrnu Walter se smíchovským Andělem, což umožnilo kolonistům i snadný a rychlý přístup do centra Prahy. Do kolonie U Bulovky nebyl zaveden vodovod (obdobně jako tomu bylo i v nouzové kolonii Hliník v Motole). Vodu získávali kolonisté z několika studní a dále tu byla jedna vodní pumpa z pražského řadu.
Dlouhodobé nevyhovující ubytovací podmínky v kolonii vedly v první polovině 60. let 20. století k rozhodnutí o jejím postupné likvidaci a následné demolici. Ke skutečnému definitivnímu zániku kolonie ale došlo až v 70. letech 20. století. Na leteckých snímcích oblasti z roku 1975 je již většina domů zbořena.
Z celé kolonie „přežil“ pouze jeden z okrajových domků v jejím jihozápadním cípu (GPS souřadnice: 50.0584169N, 14.3731939E). Jednalo se o původní obchod se smíšeným zbožím a hostinec, který je zřetelně vidět na leteckých snímcích z roku 1996. Tato budova zde stála až do roku 2017, kdy byla stržena. Na leteckém snímku z roku 2020 již není po kolonii a po hospodě ani památky. Dnes (rok 2022) je lokalita tvořena volnou nepříliš udržovanou travnatou plochou a je porostlá náletovou zelení s viditelnými zbytky základů staveb.